# Гриффит, Иман
Иман Гриффит (нидерл. Iman Griffith; род. 2 декабря 2001, Нидерланды) — нидерландский футболист, нападающий клуба «Рода».

## Клубная карьера
Гриффит — воспитанник клубов «Зебюргия» и АЗ. 25 октября 2020 года в матче против «Волендама» он дебютировал в Эрстедивизи в составе дублёров последнего. Летом 2023 года Гриффит на правах аренды перешёл в ситтардскую «Фортуну». 3 сентября в матче против амстердамского «Аякса» он дебютировал в Эредивизи.
25 июня 2024 года подписал двухлетний контракт с клубом «Рода»